# Porricondyla pubescens
Porricondyla pubescens är en tvåvingeart som först beskrevs av Walker 1856.  Porricondyla pubescens ingår i släktet Porricondyla och familjen gallmyggor. Inga underarter finns listade i Catalogue of Life.